# Zenitne padavine
Zenitne padavine, tudi zenitno deževje so padavine v tropskem pasu ekvatorialnega podnebja, ki nastajajo med tem, ko je Sonce v nadglavišču (zenitu). Zenitne padavine na ekvatorju padajo v dveh izrazitih deževnih dobah, z oddaljevanjem proti povratnikoma pa se ti dve deževni dobi združujeta v eno samo. Deževje je sicer povezano s planetarnim kroženjem zraku ter ekvatorialnim stalnim območjem nizkega zračnega tlaka, kjer se zaradi stekanja pasatov zračne mase dvigajo in adiabatno ohlajajo. Pri tem kondenzirajo, po zenitu pa padajo v obliki deževja. Padavine, ki padajo nekaj stopinj proč od ekvatorja, so znane kot ekvinokcijske padavine, saj imajo padavinske viške v času enakonočja.